# ميغ ويد
ميغ ويد (بالإنجليزية: Meg Wade)‏ هي فارسة ‏ أسترالية، ولدت في 15 سبتمبر 1961.